# ФК „Интер“ (Добрич)
ФК „Интер“ (още известен като „Интер“ към ВУМ) е български спортен клуб и футболен отбор, който понастоящем се състезава в Областната група Добрич – Изток. Първоначално седалището на клуба е в с. Плачидол, област Добрич. От сезон 2016/2017 премества окончателно дейността си и е пререгистриран в Добрич.

## История
Клубът е сформиран през 2013 г. с участието на български и чуждестранни студенти от Висше училище „Международен колеж“ (сега Висше училище по мениджмънт – Варна). През 2014 година ръководството поема треньорът Радослав Боянов. След отлично представяне в Областната група – Добрич през сезон 2014/2015 отборът печели шампионската титла. През сезон 2015/2016 г. ФК „Интер“ завършва дебютното си участие в Североизточна В група на 6-о място в класирането. Тимът не доиграва следващия сезон, причината отборът да напусне Североизточната трета лига е наказанието от една година без футбол, което получава футболистът Радослав Георгиев.
От 2017 година начело на отбора се завръща треньорът Веселин Игнатов, с когото започва участието си в Областната група за сезон 2017/2018. През 2020/2021 отборът се завръща в Трета лига, но изпада още в същия сезон. Оттогава насам тимът се състезава в Областната група.

## Екипировка и спонсори
| Период      | Екипировка | Надпис на екипировката |
| ----------- | ---------- | ---------------------- |
| 2015 – 2022 | Saller     | Inter – VUM            |
| 2022 – 2023 | Macron     | Efbet                  |
| 2023 –      | Vento      | Inbet                  |

Цветовете на тима са черно и синьо.
Клубът функционира с финансовата и институционална подкрепа на Висшето училище по мениджмънт - Варна и Инбет.

## Статистика
| Сезон     | Първенство                             | Класиране | П  | Р | З  | ГР     | Точки |
| --------- | -------------------------------------- | --------- | -- | - | -- | ------ | ----- |
| 2013/2014 | Областна група Добрич – Изток          | 9         | 7  | 2 | 13 | 38:75  | 23    |
| 2014/2015 | Областна група Добрич – Изток          | 1         | 15 | 2 | 1  | 70:11  | 47    |
| 2015/2016 | Североизточна В футболна група         | 6         | 11 | 5 | 10 | 34:33  | 38    |
| 2016/2017 | Североизточна аматьорска футболна лига | –         | –  | – | –  | –      | –     |
| 2017/2018 | Областна група Добрич – Изток          | 6         | 9  | 1 | 10 | 34:31  | 28    |
| 2018/2019 | Областна група Добрич – Изток          | 4         | 12 | 1 | 11 | 57:46  | 37    |
| 2019/2020 | Областна група Добрич – Изток          | 5         | 6  | 1 | 4  | 28:16  | 19    |
| 2020/2021 | Североизточна аматьорска футболна лига | 14        | 2  | 1 | 25 | 22:126 | 7     |
| 2021/2022 | Областна група Добрич – Изток          | 7         | 6  | 2 | 10 | 40:48  | 20    |
| 2022/2023 | Областна група Добрич – Изток          | 7         | 6  | 4 | 10 | 54:49  | 22    |
| 2023/2024 | Областна група Добрич – Изток          | 5         | 12 | 0 | 10 | 49:42  | 36    |